# Bertram Schrieke

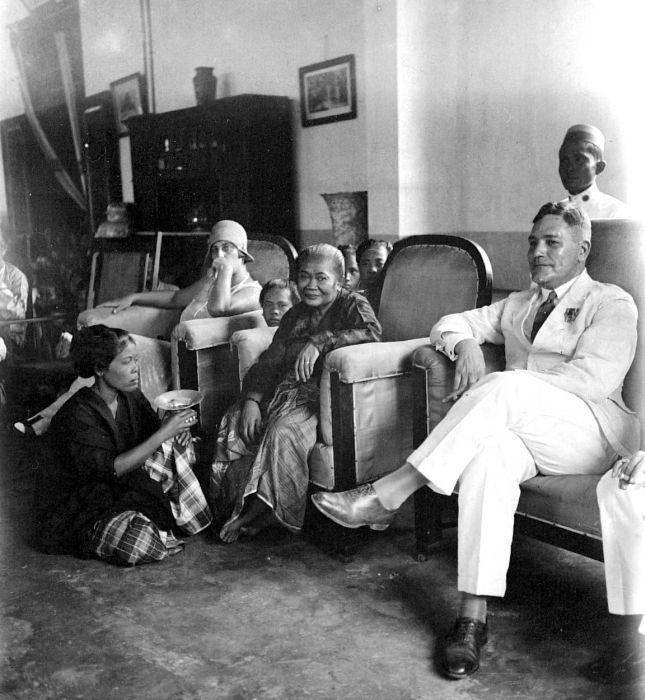
Bertram Schrieke als Unterrichtsminister von Niederländisch-Indien im Jahre 1932 in Südsulawesi bei einem Treffen mit der Fürstin (Datu) von Luwu

Bertram Johannes Otto Schrieke (* 18. September 1890 in Zandvoort; † 12. September 1945 in London) war ein niederländischer Orientalist, Anthropologe und Politiker.

## Leben
Schrieke, Sohn eines Beamten, wuchs in Enschede und Kampen auf und nahm 1909 ein Studium orientalischer Sprachen an der Universität Leiden auf, wo Christiaan Snouck Hurgronje sein wichtigster Lehrer wurde. 1915 veröffentlichte er seine erste wissenschaftliche Studie, eine Untersuchung der frühen arabischen Überlieferungen über die Himmelfahrt Mohammeds. Darin vertrat er die Auffassung, dass diese Überlieferungen nicht erst nach dem Tode des Propheten entstandene Legenden darstellten, sondern auf eine reale religiöse Erfahrung Mohammeds zurückgingen.
Im Jahre 1916 promovierte Schrieke mit einer Dissertation über den javanischen Heiligen Sunan Bonang und die Islamisierung Javas. Unmittelbar nach Abschluss des Studiums stellte er sich in den Dienst der Kolonialverwaltung in Niederländisch-Indien. Ab 1917 war er dort als Wissenschaftlicher Mitarbeiter in der Abteilung für die Angelegenheiten der Einheimischen tätig. Aus dieser Position heraus führte er eine umfassende Untersuchung über männliche und weibliche Beschneidungsriten in den verschiedenen Gebieten Niederländisch-Indiens durch, deren Ergebnisse 1921/1922 veröffentlicht wurden. Die verschiedenen Beschneidungsinstrumente, die er während seiner Untersuchung gesammelt hatte, wurden im August 1921 auf einer Ausstellung anlässlich des Kongresses der Far Eastern Association for Tropical Medicine in Batavia gezeigt.
1923 wurde Schrieke Direktor des Museums der Batavischen Gesellschaft für Künste und Wissenschaften und Professor für Ethnologie und Soziologie an der Rechtswissenschaftlichen Fakultät in Batavia. In dieser Zeit beschäftigte er sich vor allem mit den asiatischen Kulturen sowie mit dem Buddhismus in Japan. In seinem 1926 veröffentlichten Aufsatz The Evolution of Culture in the Pacific setzte er sich kritisch mit den diffusionistischen Theorien von Fritz Graebner und William Halse Rivers Rivers auseinander. 1929 wurde Schrieke innerhalb der Regierung Niederländisch-Indiens zum Minister für Unterricht und religiöse Angelegenheiten berufen. In dieser Funktion war er vor allem mit den durch die Weltwirtschaftskrise verursachten Sparzwängen konfrontiert. 
Von 1925 bis 1936 war Schrieke korrespondierendes Mitglied der Königlich Niederländischen Akademie der Wissenschaften. 1933 erhielt er vom „Julius Rosenwald-Fund“ die Einladung zu einem Aufenthalt in den Vereinigten Staaten, um dort eine Untersuchung über das Leben und die Bildungssituation von Schwarzen, insbesondere in den Südstaaten, durchzuführen. Ergebnis dieses Aufenthaltes war seine 1936 veröffentlichte Studie Alien Americans, die sich nicht nur mit den Schwarzen, sondern mit Migration und Rassenbeziehungen in den USA allgemein befasste.

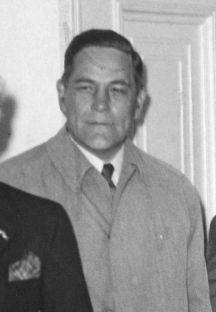
Schrieke nach seiner Berufung zum Unterrichtsminister der Niederlande im Juli 1939

Nach seiner Rückkehr in die Niederlande 1935 wurde Schrieke zum außerordentlichen Professor für Kolonialethnologie an der Universität Amsterdam berufen. 1937 vertrat er die Niederlande bei der Neun-Mächte-Konferenz in Brüssel. Nachdem ihm 1938 die Aufsicht über die ethnologische Abteilung des Kolonialinstituts übertragen worden war, wurde er im Sommer 1939 zum Minister für Bildung, Künste und Wissenschaften in dem Kabinett von Hendrikus Colijn berufen. Während der deutschen Besatzungszeit wurde er mehrfach interniert.
Schrieke lebte die letzten Jahre seines Lebens in Wassenaar nördlich von Den Haag. Er war mit Pauline Schrieke, geb. Loeff, verheiratet. 1945 starb er kinderlos in London, wo er zuletzt als niederländischer Delegierter bei der ersten Konferenz der Vereinten Nationen nach dem Sieg der Alliierten fungiert hatte. Eine Studie über die Institution des Königtums im vorislamischen Java aus anthropologischer Perspektive, die Schrieke nicht vollenden konnte, erschien 1957 in englischer Übersetzung als zweiter Band seiner postum herausgegebenen Schriften.

## Schriften (Auswahl)
- Die Himmelsreise Mohammeds. In: Der Islam 6, 1916, S. 1–30.
- Het Boek van Bonang, PhD.-Dissertation, Leiden 1916. (online).
- Allerlei over de besnijdenis in den Indischen Archipel. In: Tijdschrift voor Indische Taal-, Land- en Volkenkunde 60 (1921), 373–578; 61 (1922), 1–94.
- The Evolution of Culture in the Pacific in Relation to the Theories of the 'Kultur-historische' and the 'Manchester' Schools of Social Anthropology. In: Proceedings of the Third Pan-Pacific Science Congress, Tokyo 1926. Bd. II, S. 2423–2441.
- Alien Americans. A Study of Race Relations. New York 1936.
- Indonesian sociological studies ; Selected writings of B[ertram Johannes Otto] Schrieke. 2 Bde. The Hague 1955–57.